# Matsumoto Ichiyō
Matsumoto Ichiyō (japanisch 梥本 一洋, eigentlich Matsumoto Konnosuke (梥本 謹之助); geb. 29. November 1893 in Kioto; gest. 9. März 1952) war ein japanischer Maler der Nihonga-Richtung der Taishō- und Shōwa-Zeit.

## Leben und Werk
Matsumoto Ichiyō war der Sohn einer Familie, die sich mit der Anfertigung von Kimonos befasste. Seine älteren Brüder Takeo (武雄) und Hideo (英雄) wollten auch Maler werden, Hideo übernahm dann aber das Geschäft. – Ichiyō machte 1912 seinen Abschluss an der „Städtischen Schule für Kunst und Kunstgewerbe Kyōto“ (京都市立美術館学校) und setzte dann seine Ausbildung an der „Städtischen Schule für Malerei“ (京都市立絵画専門学校) fort. Nach dem Abschluss 1915 bildete er sich unter Yamamoto Shunkyo weiter und nach dessen Ableben 1933 unter dessen Nachfolger Kawamura Manshū (川村曼舟; 1880–1942), schloss sich gleichzeitig der Sanae-Gruppe (早苗会) an.
1919 konnte Matsumoto auf der 1. Teiten-Ausstellung zum ersten Mal ein Bild, nämlich „秋の夜長物語“ (Aki no yoru nagamonogatari, Langerzählung Abend im Herbst), zeigen. Danach stellte er Bilder auch auf allen folgenden Ausstellungen aus. 1927 zeigte er auf der 8. Ausstellung „蟬丸“ (Semimaru) und 1928 auf der 9. das Bild „餞春“ (Senshun): beide erhielten eine besondere Auszeichnung. Aus klassischem Material schuf er erzählende Bilder, auch Genre-Bilder, die anfangs das Schöne betonten, aber in der Shōwa-Zeit dann schlichter und zu einer neuen Variante des Yamato-e wurden. Ab 1943 war Yamamoto Mitglied der Jury der Teiten und ab der Shin-Bunten konnte er juryfrei ausstellen. Nach dem Krieg wurde er Berater der Nitten. – Von 1936 war Yamamoto Professor an der Städtischen Schule für Malerei in Kioto, und als sich nach dem Tode Kawamuras due Sanae-Gruppe auflöste, organisierte er die „耕人会“ (Kōjin-kai), deren Leitung er übernahm.　
Auf der Ausstellung japanische Malerei 1931 in Berlin war sein Bild „Der Laternenminister“ zu sehen.

## Bilder

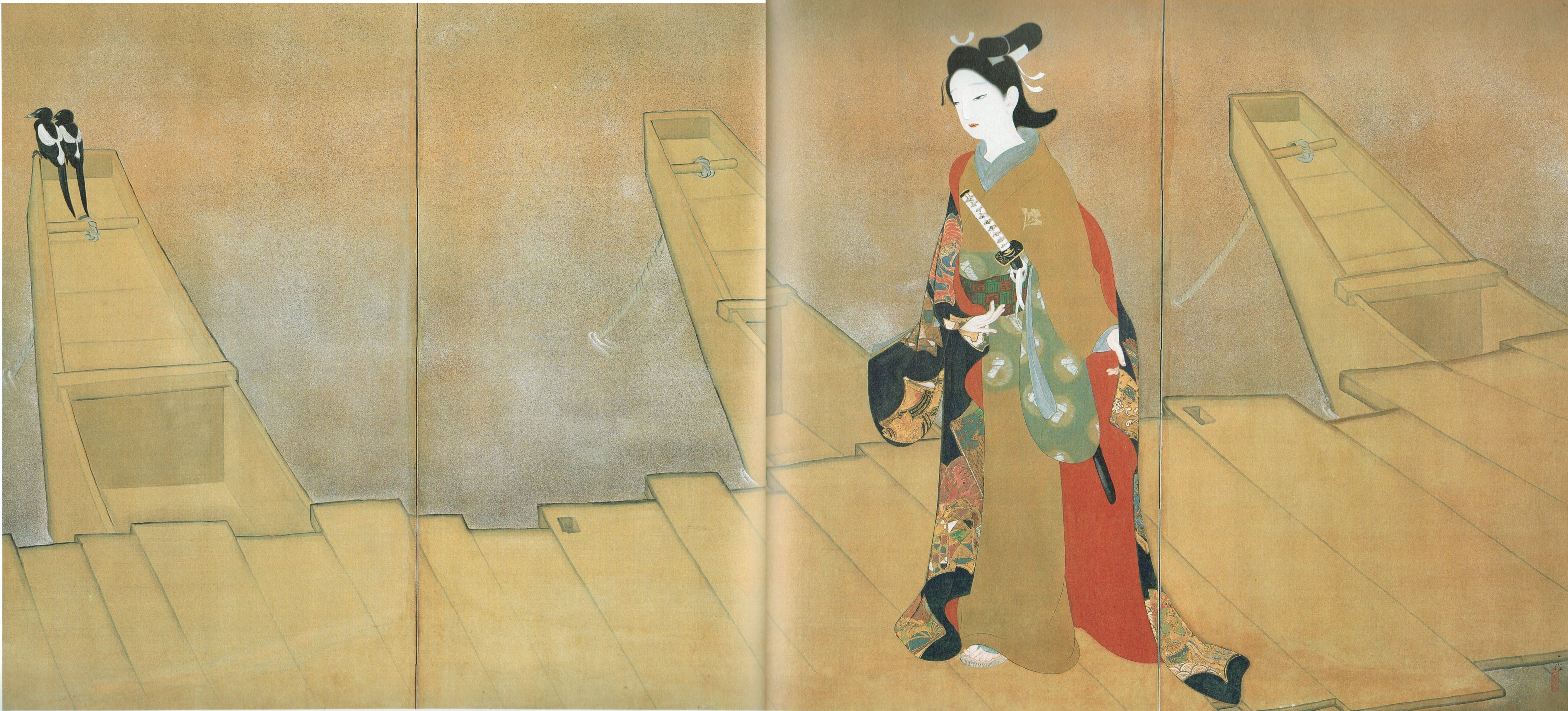
Gang über die Brücke, 1915/1920
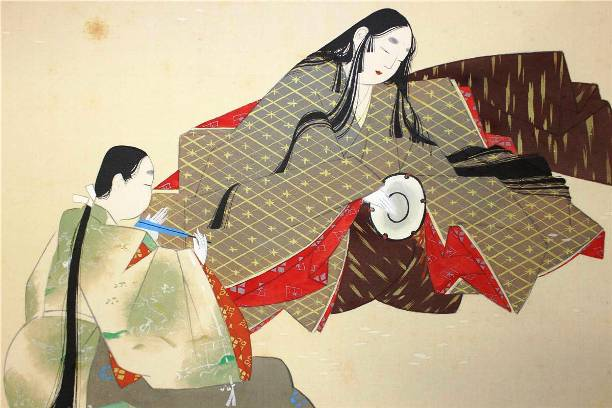
Abendgespräch (Ausschnitt)
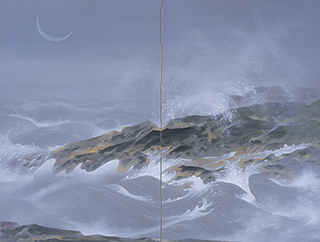
Küste
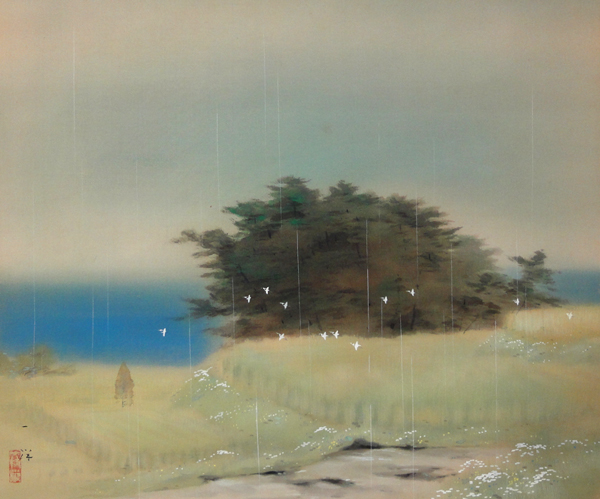
Am Meer
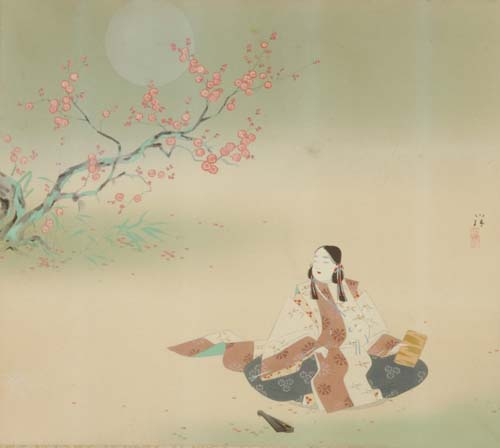
Sugawara Michizane
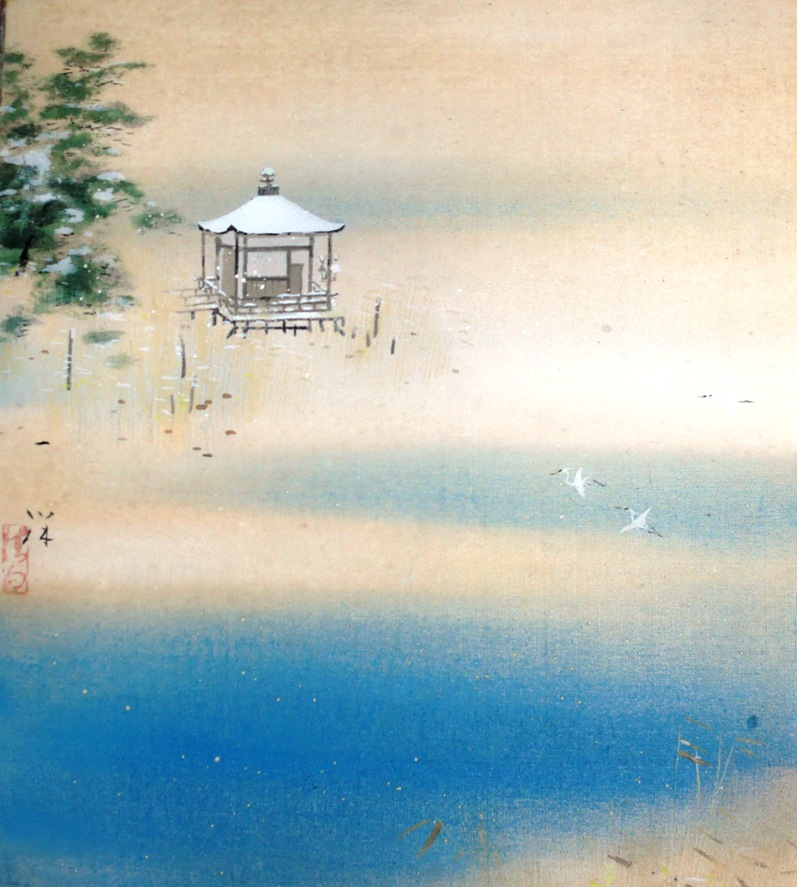
Katata
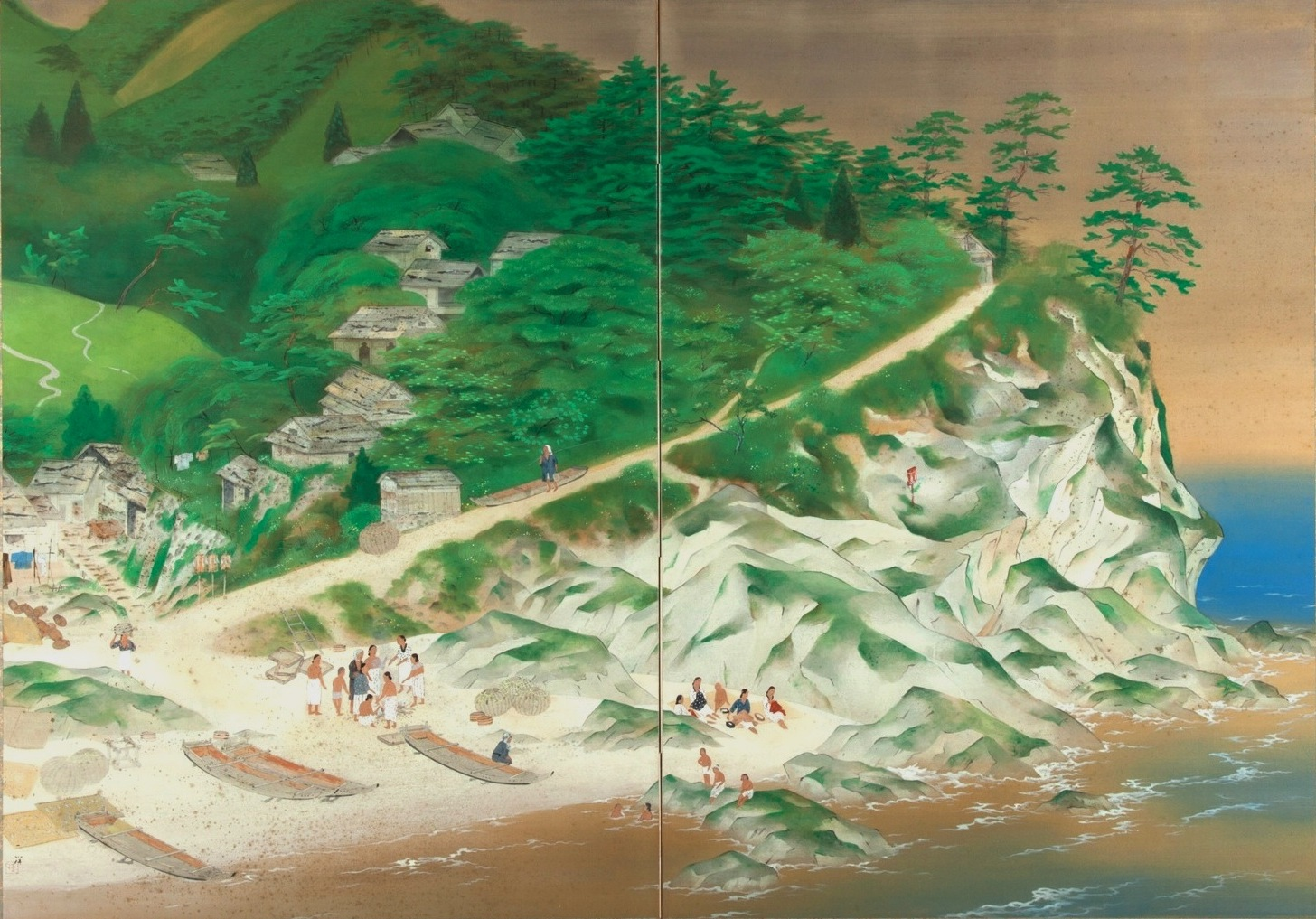
Kap